# Psittacula alexandri
Il parrocchetto pettorosso (Psittacula alexandri (Linnaeus, 1758)) è un uccello della famiglia degli Psittaculidi.

## Distribuzione e habitat
Ha un areale ampio: dall'Himalaya all'India, dal Nepal al Myanmar, al sud della Cina, all'isola di Hainan Dao, all'Indocina, a Giava e a Bali, per continuare sulle isole al largo della costa occidentale di Sumatra, fino a sud del Borneo (dove probabilmente è stato introdotto). Si tratta di un pappagallo abbastanza diffuso e comune sia nelle zone di diffusione sia anche in cattività.

## Descrizione
Parrocchetto di taglia attorno ai 33 cm, ha evidente dimorfismo sessuale legato al colore del becco, rosso nel maschio e nero nella femmina. Si presenta con le parti superiori verdi, testa grigia, gola e guance nere, segno nero tra cera e occhio, petto con banda rosa e banda grigia, ventre verde, iride giallo. I soggetti immaturi hanno becco rossastro, colorazione generale verde e testa rosata con i segni neri più smorti.

## Biologia
È un uccello di collina e pianura e molto raramente è stato avvistato a quote elevate, sopra i 2000 metri. Ama le foreste decidue umide, le giungle e le boscaglie al limitare delle zone coltivate; evita le foreste di sempreverdi. Si nutre di frutta, semi, germogli, bacche e fiori. Vive in colonie a volte anche numerose e anche la riproduzione, che va da dicembre ad aprile, spesso è condotta in colonia: non sono rari i casi di nidi sullo stesso albero e addirittura nella stessa cavità. La femmina depone 3-4 uova che cova per 28 giorni. I novelli s'involano attorno alle 8 settimane.

## Tassonomia
Ne sono state descritte otto sottospecie:
- P. a. alexandri;
- P. a. kangeanensis;
- P. a. dammermani;
- P. a. perionca;
- P. a. major;
- P. a. cala;
- P. a. abbotti;
- P. a. fasciata.

Le sottospecie differiscono assai poco tra loro e solo per questioni legate a sfumature di colori.